# Familia de acróbatas con mono (Picasso)
Familia de acróbatas con mono, en francés Famille d'acrobates avec singe, es una pintura de 1905 de Pablo Picasso. Representa a una familia de artistas de circo ambulantes durante un momento íntimo. La obra fue realizada sobre cartón utilizando técnica mixta: gouache, acuarela, pastel y tinta china. La obra se encuentra en el Museo de Arte de Gotemburgo, en Gotemburgo, Suecia. Fue pintada en un momento clave de la vida de Picasso, cuando estaba transitando de ser un bohemio empobrecido a principios de 1905 a ser un artista de éxito a finales de 1906.

## Antecedentes
Después de haber alcanzado cierto éxito inicial en 1901, Picasso todavía luchaba por sobrevivir en 1905 y vivía en la penuria en Montmartre. Esta obra fue pintada en un estudio que alquiló en el último piso del destartalado edificio del número 13 de la rue Ravignan, al que el poeta Max Jacob llamaba "Le Bateau-Lavoir". Los demás pisos estaban ocupados por otros artistas, convirtiéndolo en un centro de actividad artística. El Circo Medrano estaba cerca, y Picasso se inspiró en los arlequines y saltimbanquis, payasos, malabaristas y otros artistas circenses, transitando de su melancólico período azul a su más optimista período rosa.
Durante esa época, a Picasso le interesaba en particular la vida de los saltimbanquis. Hizo varias obras que representaban artistas de circo, generalmente en grupos familiares. Esto se ve claramente en su obra en gouache y tinta titulada La Famille d'Arlequin (1905) y en el óleo sobre lienzo La familia de saltimbanquis (1905). Picasso veía en las vidas de los artistas de circo una forma de sufrimiento humano y los retrató como figuras de soledad. Sin embargo, en algunas de sus obras también los retrató como grupos familiares cálidos e íntimos.
La mujer que sostiene al niño en la obra que aquí se describe puede haber sido la novia de Picasso, Madeleine, con quien vivía desde finales de la primavera de 1904. Según el biógrafo de Picasso, Pierre Daix, ella fue también modelo de otra obra de Picasso de este período titulada Chica en camisa (c.1905). El experto en Picasso John Richardson, afirma que Madeleine quedó embarazada y abortó. Richardson sugiere que la mujer representada en Familia de acróbatas con mono tenía rasgos similares a Madeleine y que fue representada en el mismo momento en el que habría dado a luz. Por lo tanto, este cuadro podría reflejar una mezcla entre la culpa que Picasso sentía por el aborto y su deseo de tener un hijo.

## Descripción
El cuadro es una composición en técnica mixta sobre cartón que mide 104 cm × 75 cm. Está firmado con "Picasso" y en la parte trasera con "P 1905". La imagen muestra a una joven familia de artistas de circo en medio de un momento íntimo. A la izquierda está el padre, un acróbata delgado que viste un traje de arlequín rosa ajustado y un sombrero bicornio. Él está sentado en un tambor junto a la madre, que lleva un vestido azul. Ambos miran a un niño pequeño que sostiene la mujer. Más abajo y a la derecha hay un babuino que mira a la familia. Las figuras son artistas de circo, que descansan fuera del escenario entre actos. Hay toques de verde y azul en el fondo, y rojo en el suelo, que quizás sea parte de una carpa de circo. El sombrero bicornio naranja del hombre no está pintado y es del color del fondo de cartón. Las figuras están dispuestas en una composición piramidal, basada en imágenes clásicas de la Sagrada Familia. Se trata de una imagen de esperanza, transmitida por el niño en brazos de su madre.
Durante este período, Picasso decidió ampliar los límites de su arte con diferentes medios. Experimentó con pinturas al óleo, pero también con el dibujo, el pastel y la pintura con gouache, como demuestra el uso de técnicas mixtas en esta obra.

## Conservación
Debido al uso de cartón por parte de Picasso en esta obra de arte, Familia de acróbatas con mono ha sido el centro de un proyecto de conservación para estudiar la condición de la obra y también para comprender la técnica y los materiales que utilízó. A menudo usó cartón para sus obras de 1905, debido a su mala situación económica, ya que era más barato que otros medios. Sin embargo, esta elección ha tenido un impacto en el estado de la obra, haciendo que el cartón se vuelva frágil y requiera constantes trabajos de conservación.

## Localización
Picasso vendió la pintura a la Galerie du Vingtième Siècle dirigida por el marchante de arte Clovis Sagot cerca de la galería de Ambroise Vollard. Fue la primera de tres pinturas del período rosa adquiridas por los hermanos coleccionistas Gertrude Stein y Leo Stein, que vivían en París desde 1903 y comenzaron a coleccionar obras de arte contemporáneo en 1904, comprando obras de Cézanne, Gauguin y Renoir a Ambroise Vollard. Sagot vendió Familia de acróbatas con mono de Picasso a Leo Stein en el otoño de 1905. La obra llegó a Suecia a través del comerciante de arte noruego Walther Halvorsen y luego a Gotemburgo gracias al coleccionista de arte Conrad Pineus. Fue comprado por el Museo de Arte de Gotemburgo en 1922.